# Gare de Saulce
La gare de La Saulce est une ancienne gare ferroviaire française de la ligne de Paris-Lyon à Marseille-Saint-Charles, située sur le territoire de la commune de Saulce-sur-Rhône, dans le département de la Drôme, en région Auvergne-Rhône-Alpes.
Elle est mise en service en 1854 par la Compagnie du chemin de fer de Lyon à la Méditerranée (LM) avant de devenir en 1857 une gare de la Compagnie des chemins de fer de Paris à Lyon et à la Méditerranée (PLM).
Elle est fermée par la Société nationale des chemins de fer français (SNCF) sans doute vers 1969.

## Situation ferroviaire
Établie à 90 mètres d'altitude, la gare de Saulce est située au point kilométrique (PK) 644,328 de la ligne de Paris-Lyon à Marseille-Saint-Charles, entre les gares de Loriol sur Drôme (ouverte) et de La Coucourde - Condillac (fermée).

## Histoire
La gare de Saulce est mise en service le 29 juin 1854 par la Compagnie du chemin de fer de Lyon à la Méditerranée (LM), lorsqu'elle ouvre à l'exploitation la section de Valence à Avignon de sa ligne de Lyon à Avignon.
En avril 1857, la gare est intégrée dans le réseau de la Compagnie des chemins de fer de Paris à Lyon et à la Méditerranée (PLM), nouvelle compagnie née de la fusion entre la Compagnie du chemin de fer de Paris à Lyon et la Compagnie du chemin de fer de Lyon à la Méditerranée.
La gare est fermée par la SNCF vers 1969, année où elle est séparée du bourg de la commune par l'autoroute A7.

## Patrimoine ferroviaire
Les installations de la gare sont partiellement détruites dans les années 1980. À côté de la sous-station électrique seul subsiste un ancien bâtiment difficilement identifiable.